# 小山站
小山站（日语：〔〕／〔〕 Oyama eki */?）位於日本栃木縣小山市城山町三丁目，為東日本旅客鐵道（JR東日本）、日本貨物鐵道（JR貨物）的鐵路車站。

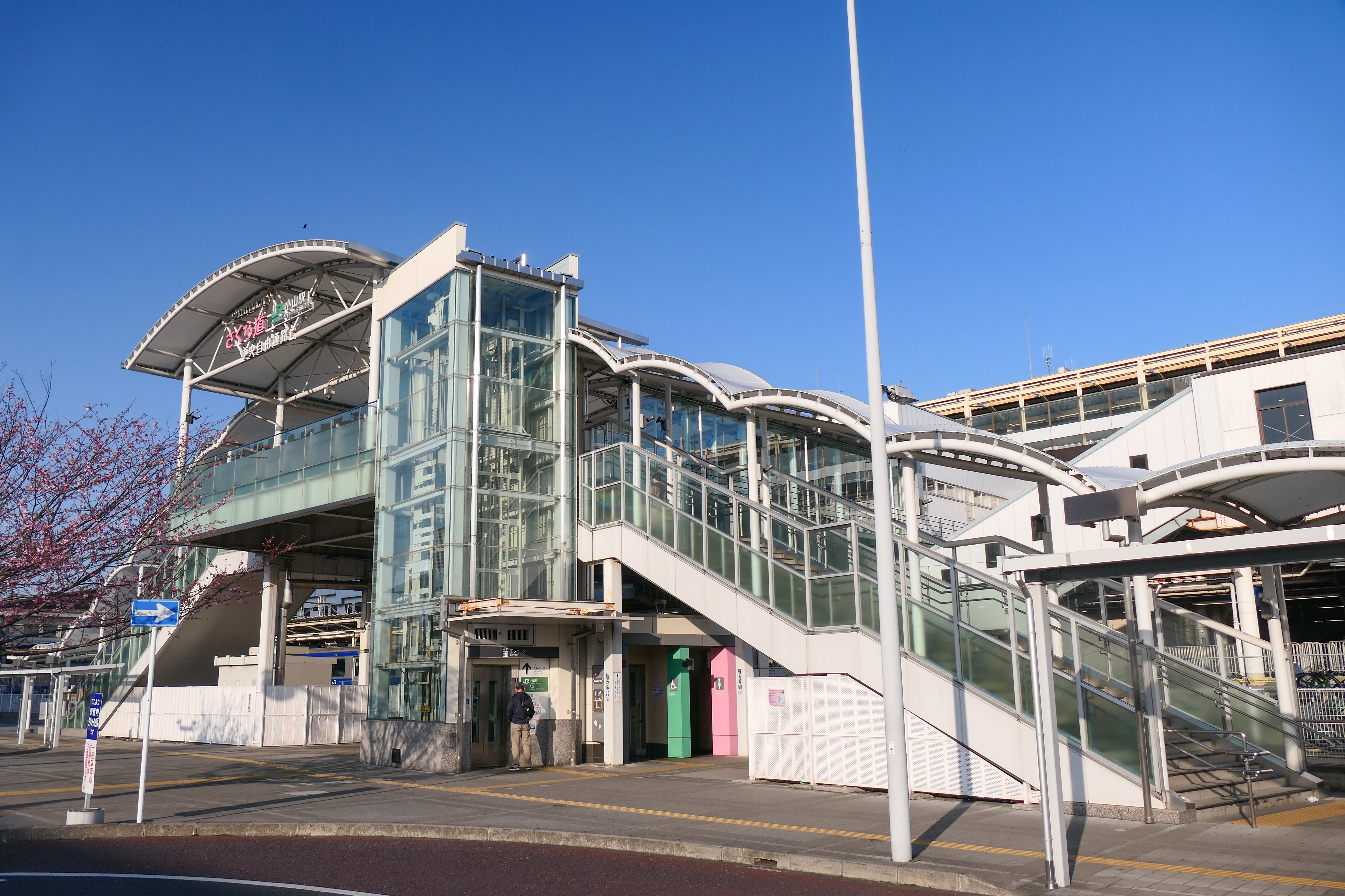
東口(2023年4月)

## 車站構造

### 新幹線
東北新幹線為高架側式月台1面1線與島式月台1面2線。中央的2線（2・3號線）為通過。上行列車原則上使用4號線。月台上不設候車室。

### 在來線
地上4面8線月台。7號月台原本是6、8號月台中間的切欠式月台，其後被廢除及拆走鐵軌。11、14號月台並不存在，是供貨運列車待避和通過用的線路。

### 月台配置
| 月台            | 路線                  | 方向                 | 目的地                                                                  |
| --------------- | --------------------- | -------------------- | ----------------------------------------------------------------------- |
| 新幹線 高架月台 |                       |                      |                                                                         |
| 1               | 東北新幹線            | 下行                 | 郡山、仙台方向                                                          |
| 4               | 東北新幹線            | 上行                 | 大宮、東京方向                                                          |
| 5               | （只限回廠列車到發）  | （只限回廠列車到發） | （只限回廠列車到發）                                                    |
| 在來線 地面月台 |                       |                      |                                                                         |
| 6、8            | ■兩毛線               | -                    | 栃木、佐野、桐生、高崎方向                                              |
| 9、10           | ■宇都宮線（東北本線） | 下行                 | 宇都宮、黑磯、仙台方向                                                  |
| 12、13          | ■宇都宮線（東北本線） | 上行                 | 大宮、東京、新宿、橫濱、大船、熱海方向 （包括■湘南新宿線、■上野東京線） |
| 15、16          | ■水戶線               | -                    | 下館、真岡、水戶、磐城方向 （真岡方向需於下館轉乘真岡線）               |

（來源：JR東日本:車站構內圖 （页面存档备份，存于））

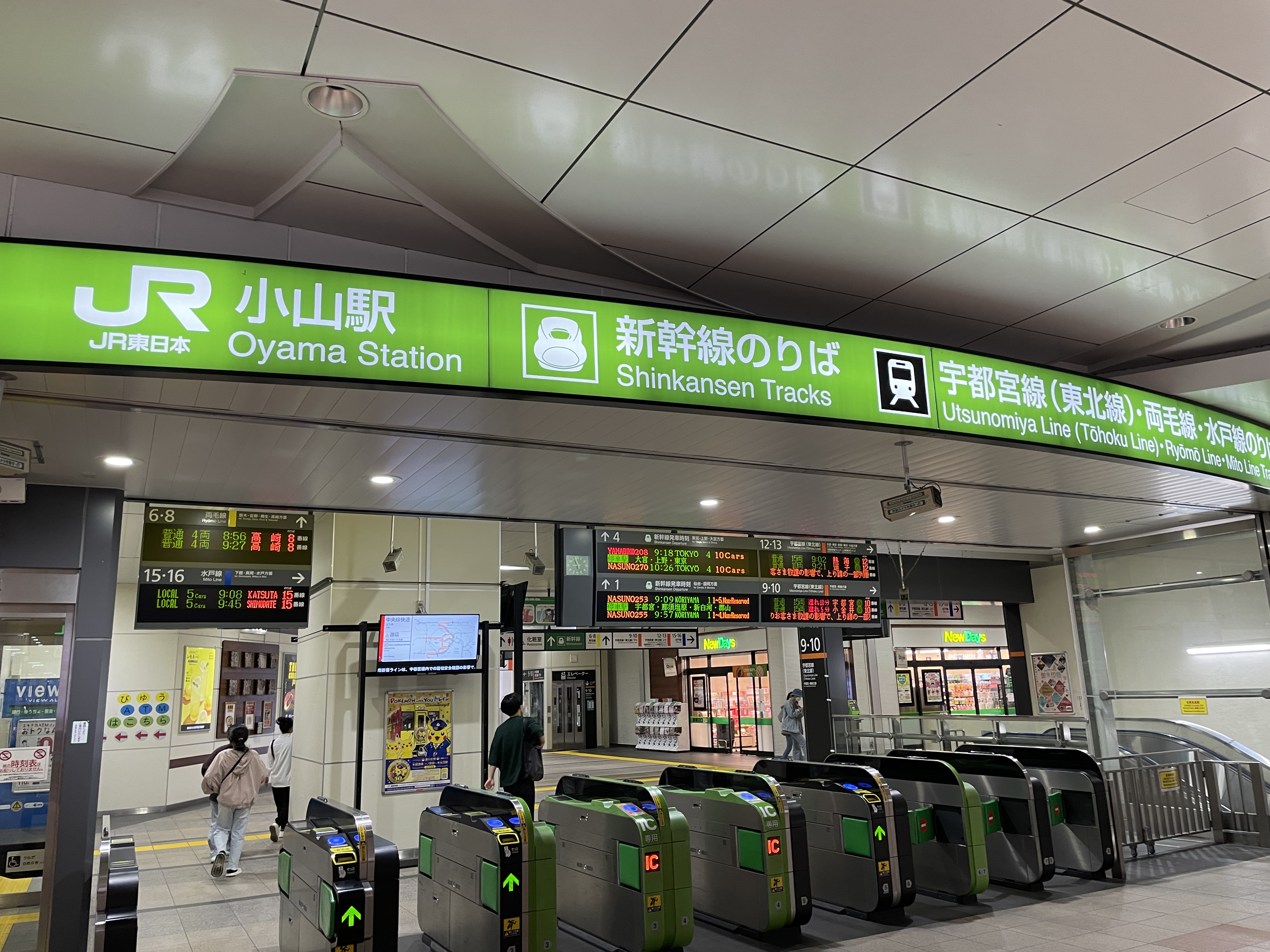
中央驗票口(2023年6月)
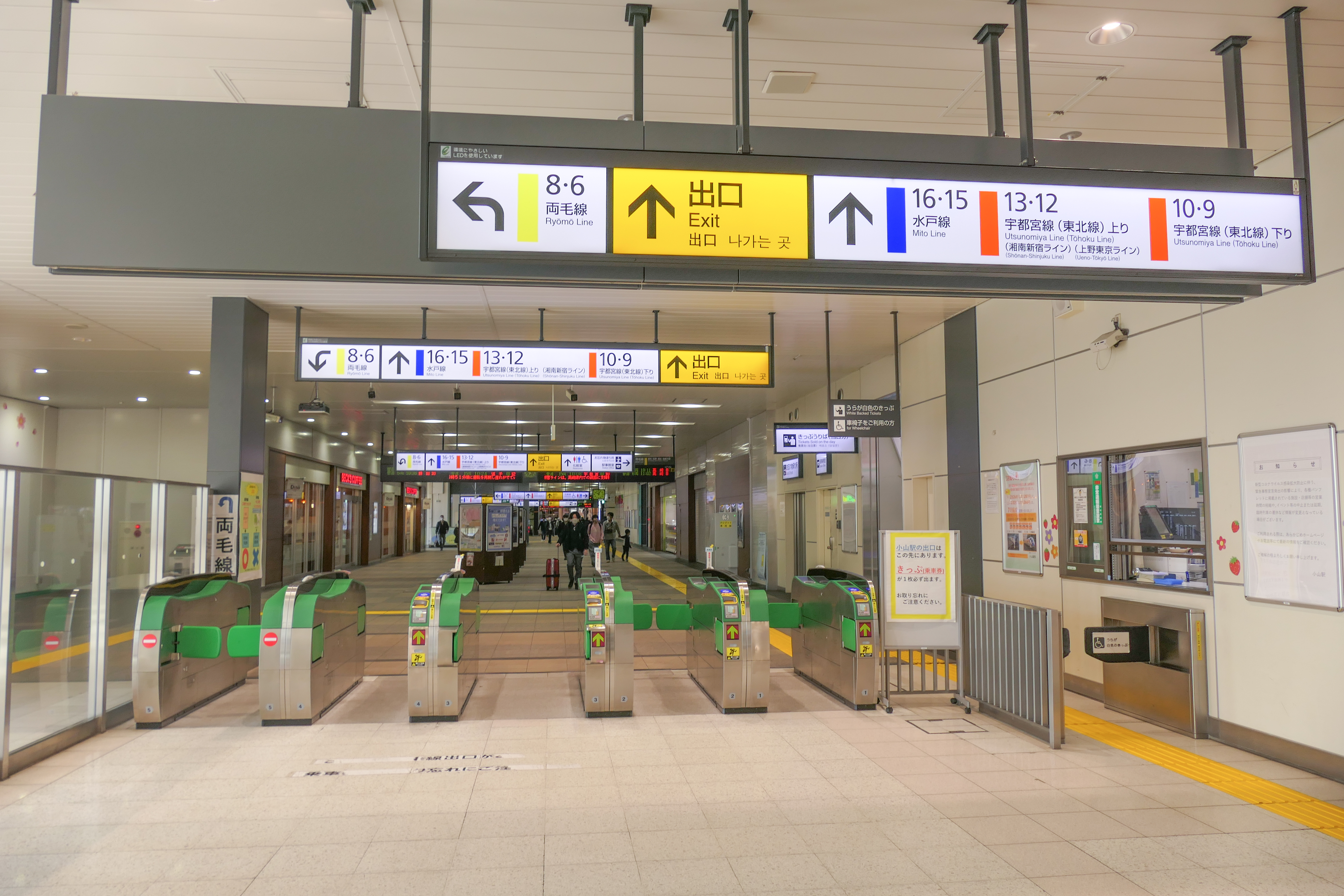
轉乘新幹線的驗票口(2022年3月)
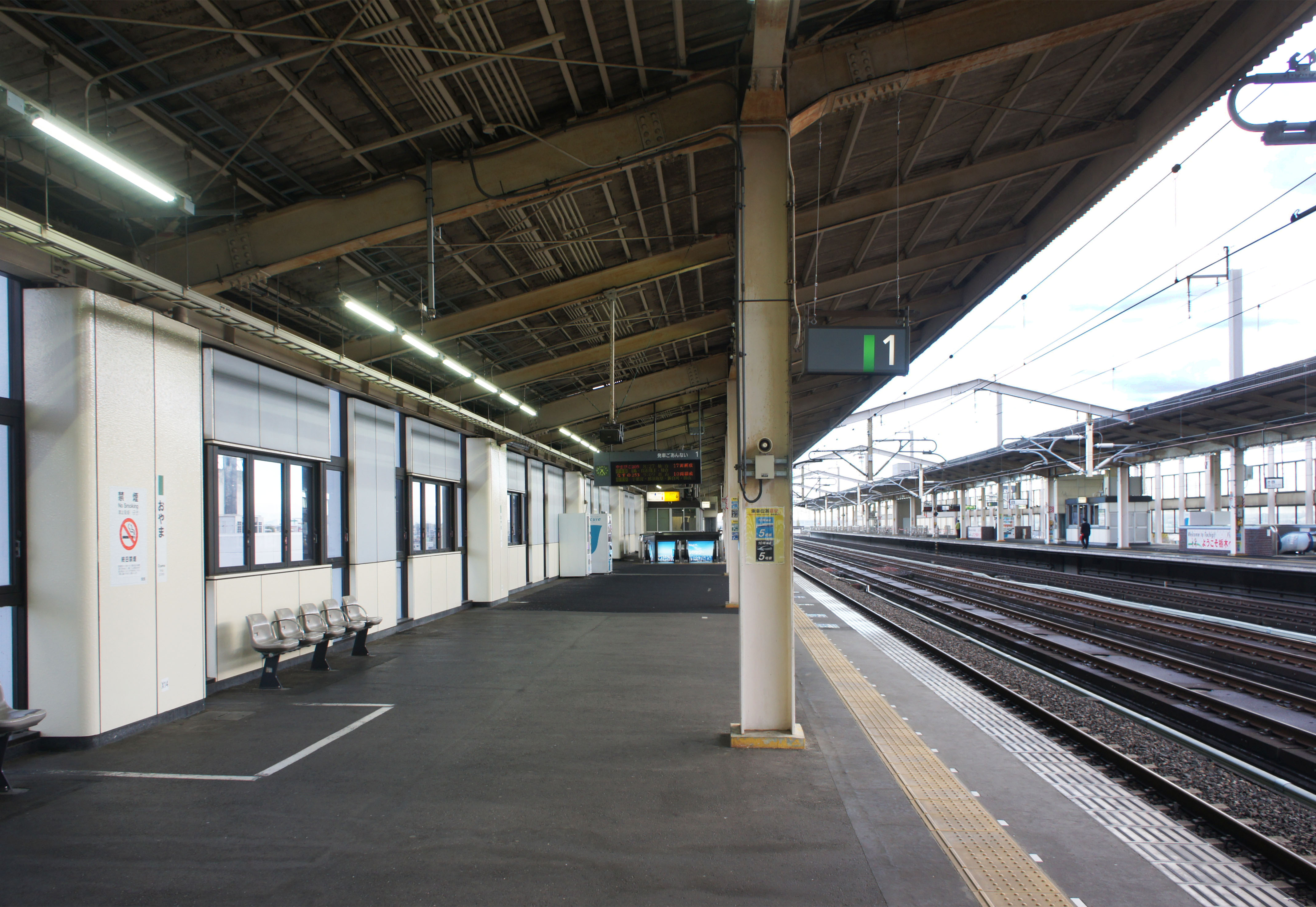
新幹線1號月台(2021年11月)
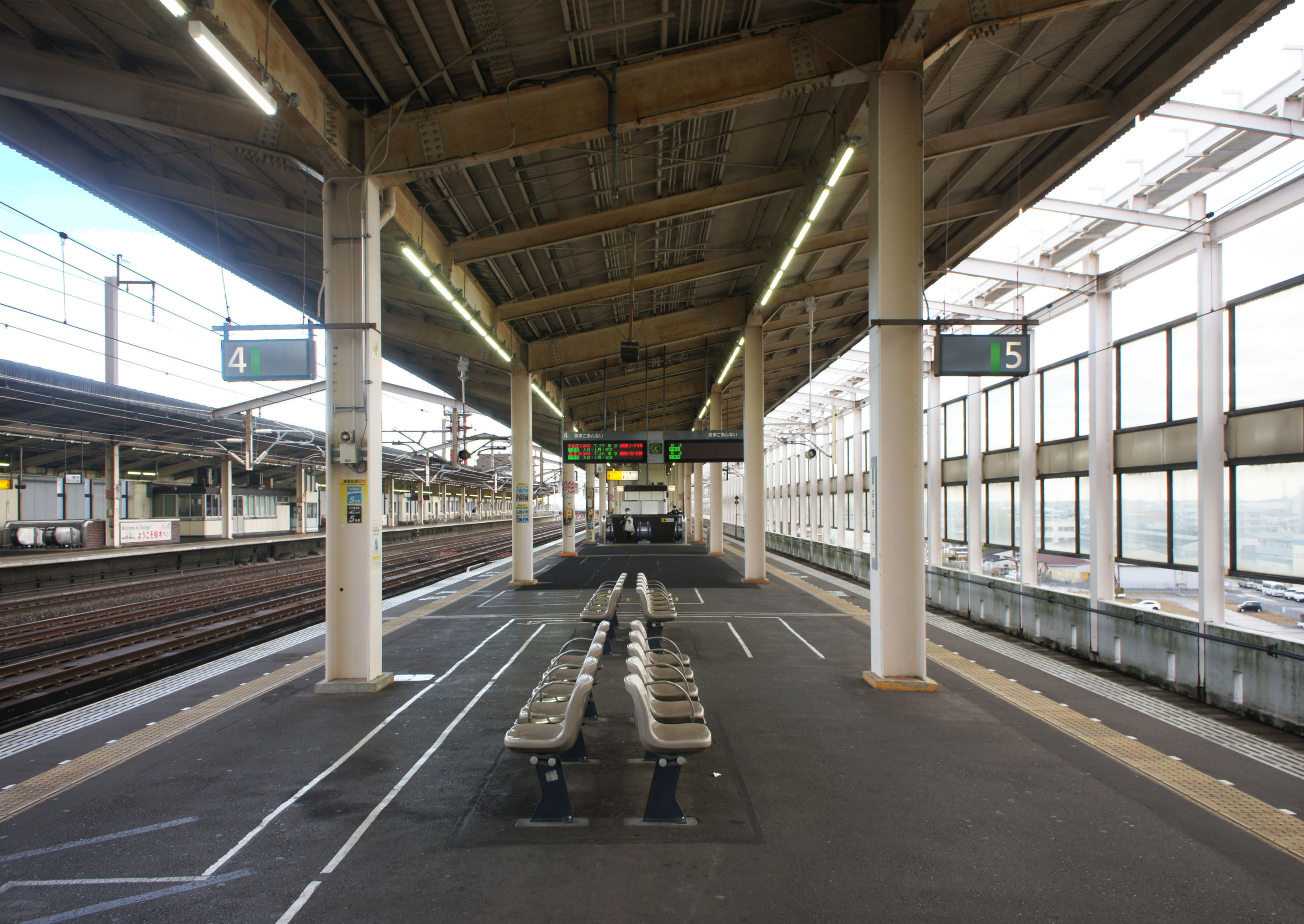
新幹線4號與5號月台(2021年11月)
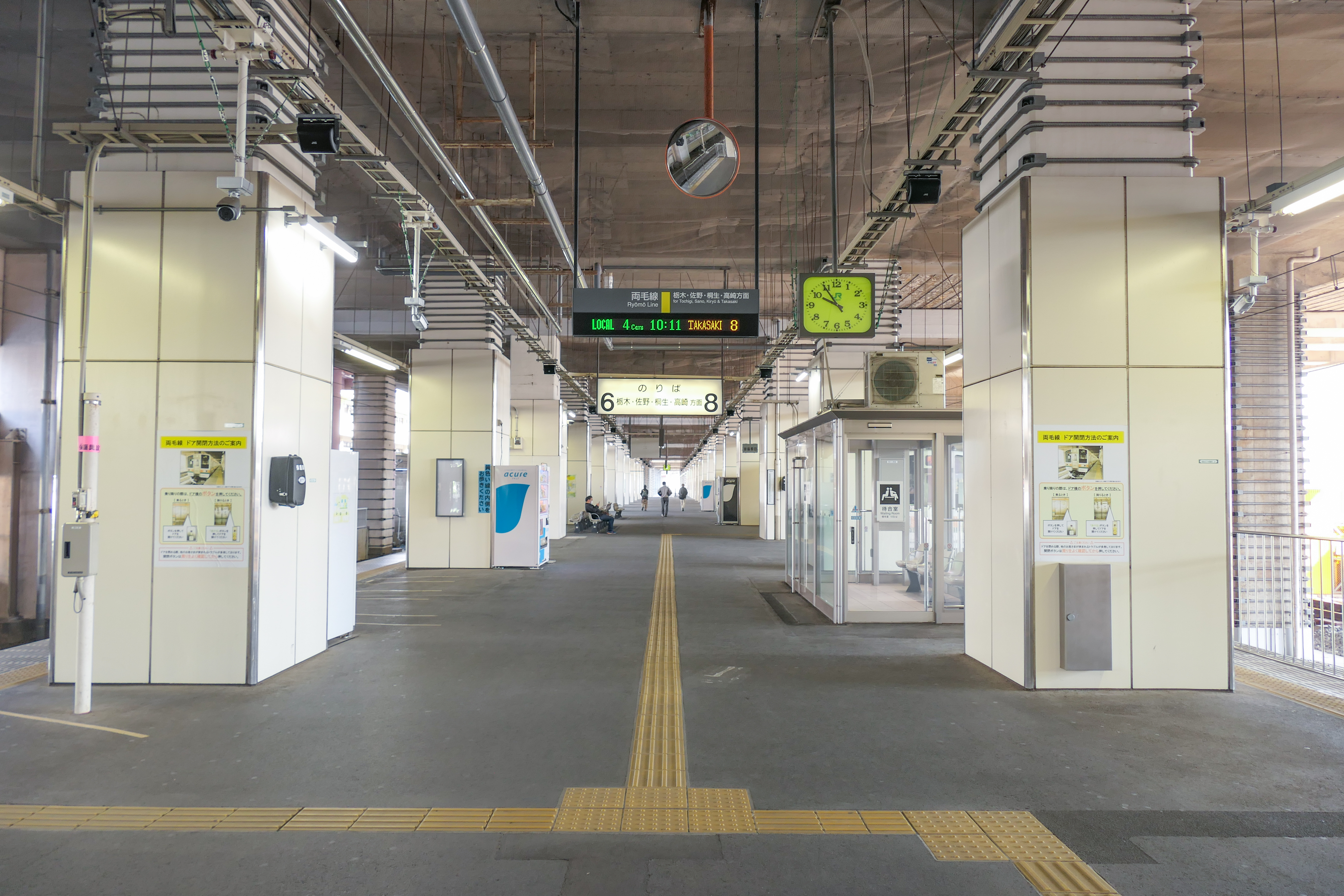
6號與8號月台（2022年3月）
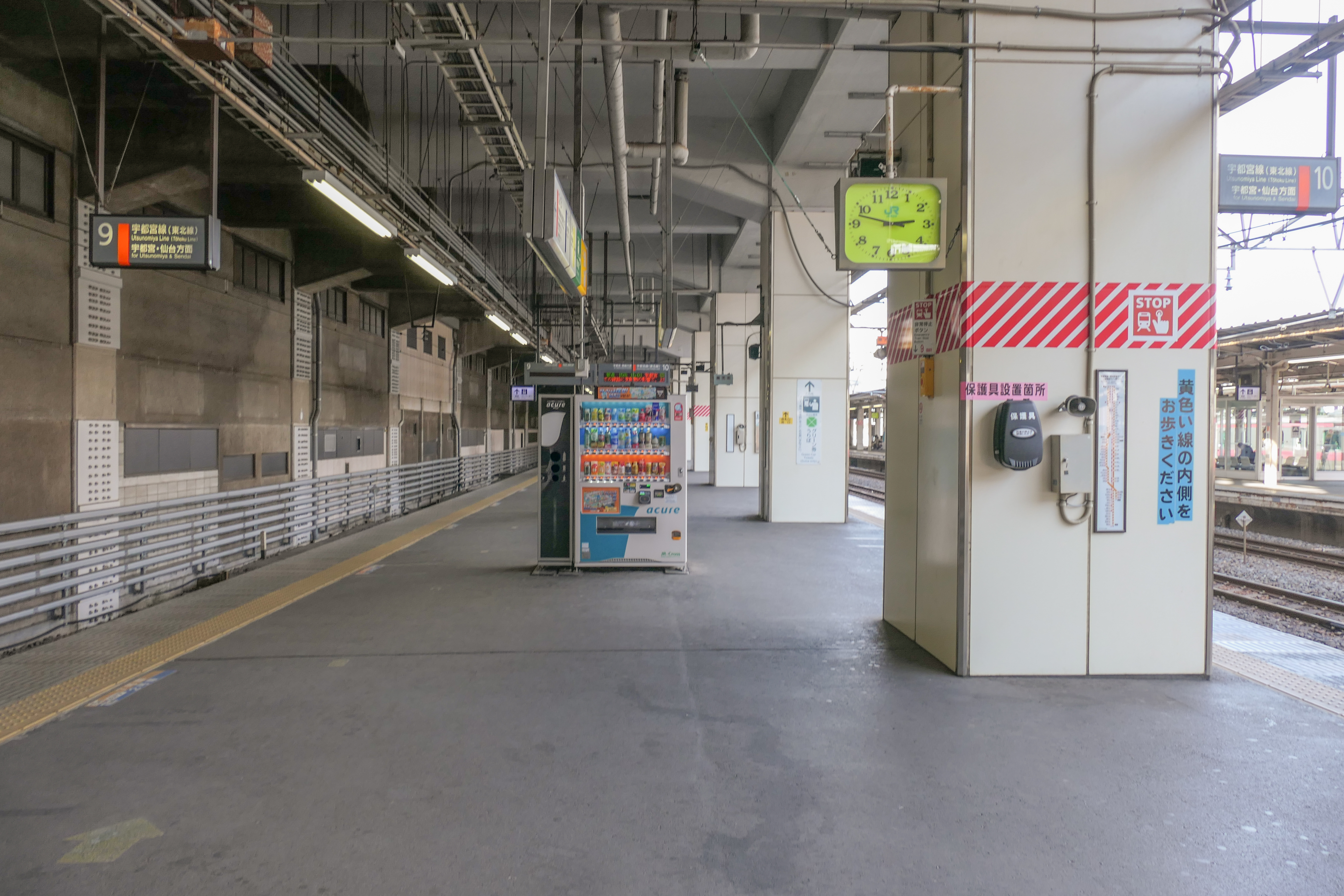
9號與10號月台（2022年3月）
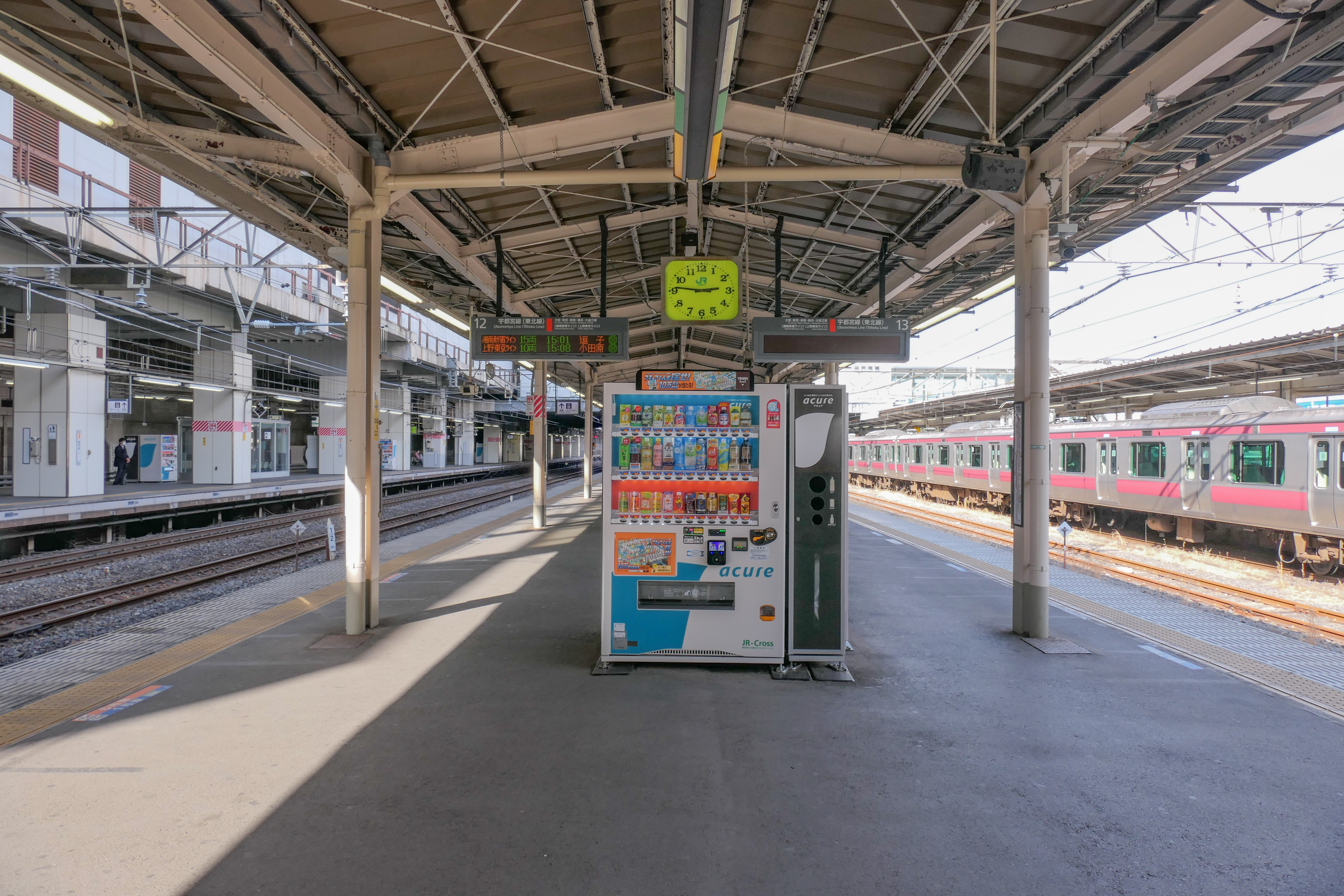
12號與13號月台（2022年3月）
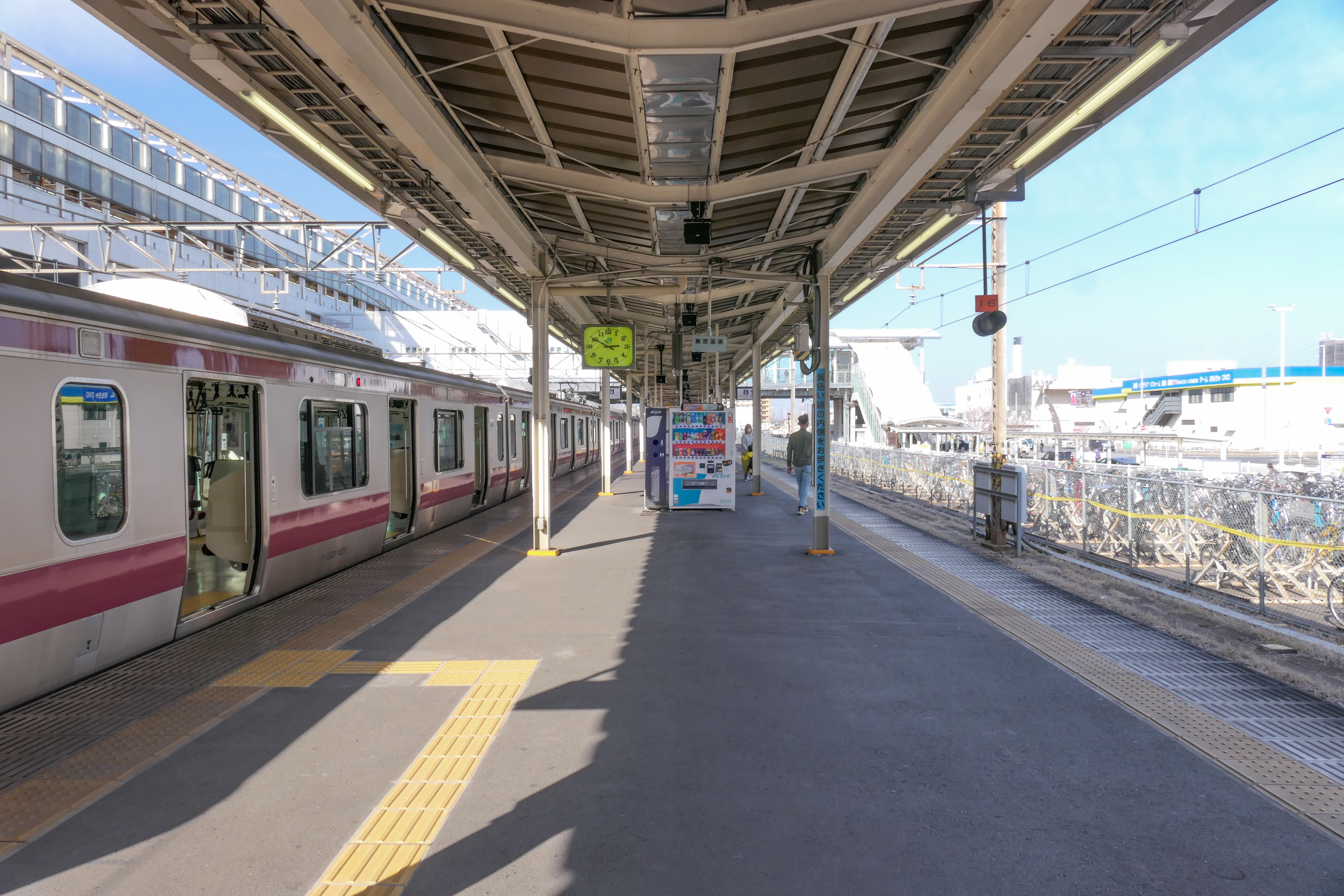
15號與6號月台（2022年3月）
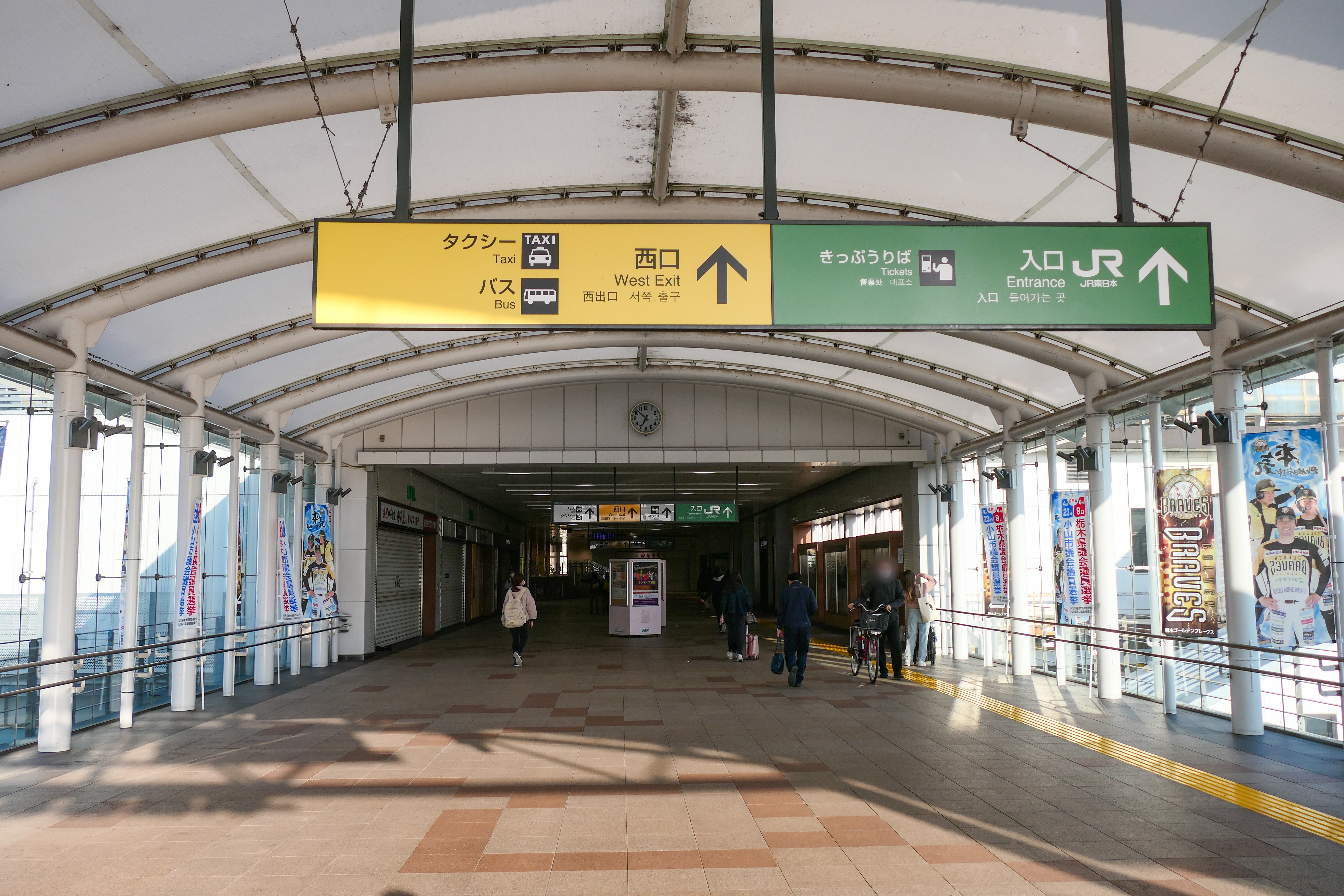
東西聯絡通道(2023年4月)
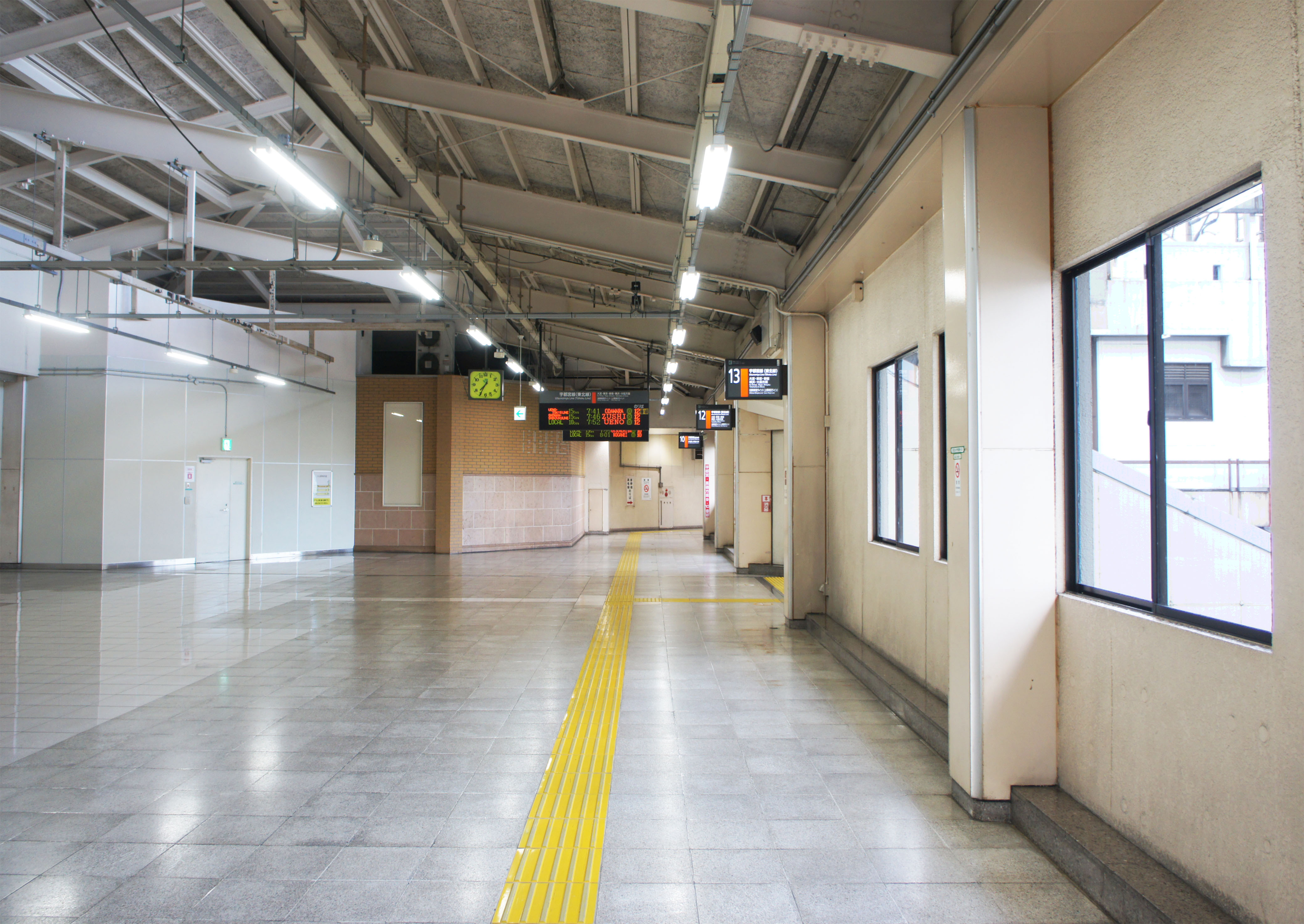
在來線月台聯絡通道(2021年11月)

## 使用情況
根據JR東日本，2019年（令和元年）度1日平均上車人次為22,471人。另外，新幹線1日平均上車人次為5,097人。
近年推移如下表。
| 1日平均上車人次推移 | 1日平均上車人次推移 | 1日平均上車人次推移 |
| 年度                | 計                  | 新幹線              |
| ------------------- | ------------------- | ------------------- |
| 2000年（平成12年）  | 22,310              |                     |
| 2001年（平成13年）  | 22,189              |                     |
| 2002年（平成14年）  | 21,713              |                     |
| 2003年（平成15年）  | 21,625              |                     |
| 2004年（平成16年）  | 21,458              |                     |
| 2005年（平成17年）  | 21,375              |                     |
| 2006年（平成18年）  | 21,326              |                     |
| 2007年（平成19年）  | 21,440              |                     |
| 2008年（平成20年）  | 21,449              |                     |
| 2009年（平成21年）  | 20,952              |                     |
| 2010年（平成22年）  | 20,854              |                     |
| 2011年（平成23年）  | 20,947              |                     |
| 2012年（平成24年）  | 21,481              | 4,996               |
| 2013年（平成25年）  | 22,247              | 5,161               |
| 2014年（平成26年）  | 21,864              | 5,042               |
| 2015年（平成27年）  | 22,174              | 5,048               |
| 2016年（平成28年）  | 22,034              | 5,015               |
| 2017年（平成29年）  | 22,375              | 5,080               |
| 2018年（平成30年）  | 22,721              | 5,097               |
| 2019年（平成30年）  | 22,471              | 4,902               |

## 其他
因該站曾在新海誠的動畫電影《秒速5公分》中出現，因此在2018年4月7日至6月30日之間，该站的站内音乐使用「One more time, One more chance（PIANO Version）」。

## 相鄰車站
東日本旅客鐵道
 東北新幹線
大宮－（鷲宮信號場）－小山－宇都宮
■宇都宮線
■通勤快速、■快速「Rabbit」
古河－小山－小金井
■普通
間間田－小山－小金井
■水戶線
小山－小田林
■兩毛線
思川－小山

### 使用情況
1. ↑  . 東日本旅客鉄道.   [2019-07-09]. （原始内容存档于2019-07-05）.
2. ↑  . 東日本旅客鉄道.   [2019-02-13]. （原始内容存档于2007-10-28）.
3. ↑  . 東日本旅客鉄道.   [2019-02-13]. （原始内容存档于2019-03-22）.
4. ↑  . 東日本旅客鉄道.   [2019-02-13]. （原始内容存档于2019-03-22）.
5. ↑  . 東日本旅客鉄道.   [2019-02-13]. （原始内容存档于2019-03-22）.
6. ↑  . 東日本旅客鉄道.   [2019-02-13]. （原始内容存档于2019-03-22）.
7. ↑  . 東日本旅客鉄道.   [2019-02-13]. （原始内容存档于2006-06-16）.
8. ↑  . 東日本旅客鉄道.   [2019-02-13]. （原始内容存档于2019-03-22）.
9. ↑  . 東日本旅客鉄道.   [2019-02-13]. （原始内容存档于2019-03-22）.
10. ↑  . 東日本旅客鉄道.   [2019-02-13]. （原始内容存档于2014-10-06）.
11. ↑  . 東日本旅客鉄道.   [2019-02-13]. （原始内容存档于2019-03-22）.
12. ↑  . 東日本旅客鉄道.   [2019-02-13]. （原始内容存档于2011-07-10）.
13. ↑  . 東日本旅客鉄道.   [2019-02-13]. （原始内容存档于2018-07-07）.
14. ↑  . 東日本旅客鉄道.   [2019-02-13]. （原始内容存档于2019-03-24）.
15. ↑  . 東日本旅客鉄道.   [2019-02-13]. （原始内容存档于2019-03-24）.
16. ↑  . 東日本旅客鉄道.   [2019-02-13]. （原始内容存档于2019-03-24）.
17. ↑  . 東日本旅客鉄道.   [2019-02-13]. （原始内容存档于2019-03-23）.
18. ↑  . 東日本旅客鉄道.   [2019-02-13]. （原始内容存档于2019-03-24）.
19. ↑  . 東日本旅客鉄道.   [2019-02-13]. （原始内容存档于2018-07-06）.
20. ↑  . 東日本旅客鉄道.   [2019-07-09]. （原始内容存档于2019-07-05）.
21. ↑  . 東日本旅客鉄道.   [2020-07-10]. （原始内容存档于2020-07-13）.

#### 新幹線
1. ↑  . 東日本旅客鉄道.   [2019-07-09]. （原始内容存档于2019-07-05）.
2. ↑  . 東日本旅客鉄道.   [2019-02-13]. （原始内容存档于2018-07-11）.
3. ↑  . 東日本旅客鉄道.   [2019-02-13]. （原始内容存档于2018-07-11）.
4. ↑  . 東日本旅客鉄道.   [2019-02-13]. （原始内容存档于2018-04-16）.
5. ↑  . 東日本旅客鉄道.   [2019-02-13]. （原始内容存档于2018-07-13）.
6. ↑  . 東日本旅客鉄道.   [2019-02-13]. （原始内容存档于2018-08-19）.
7. ↑  . 東日本旅客鉄道.   [2019-02-13]. （原始内容存档于2018-07-09）.
8. ↑  . 東日本旅客鉄道.   [2019-07-09]. （原始内容存档于2019-07-05）.
9. ↑  . 東日本旅客鉄道.   [2020-07-10]. （原始内容存档于2020-07-10）.

## 外部連結
- 車站資訊（小山）：東日本旅客鐵道

36°18′48″N 139°48′23″E / 36.31333°N 139.80639°E